# تونیا (خواننده)
تونیا (به انگلیسی: Tonia) با نام کامل آرلت آنتوان دومینیکوس (به انگلیسی: Arlette Antoine Dominicus) (زاده ۲۵ ژوئیه ۱۹۴۷) خواننده بلژیکی است.
او نماینده بلژیک در یوروویژن ۱۹۶۶ بود.